# خط طول 23° غرب
خط طول 23° غرب هو أحد خطوط الطول الجغرافية، والتي تمتد من القطب الشمالي الجغرافي إلى القطب الجنوبي الجغرافي، وحسب التحويل الزمني يتأخر خط طول 23° غرب عن خط غرينتش بـ1 ساعات و32 دقيقة.

## من القطب إلى القطب
ينطلق خط طول 23° غرب من القطب الشمالي نحو القطب الجنوبي مرورا بالمناطق التي ترد في الجدول التالي:
| الإحداثيات                         | البلد أو الإقليم أو البحر | ملاحظات |
| ---------------------------------- | ------------------------- | --- |
| 90°0′N 23°0′W / 90.000°N 23.000°W  | المحيط المتجمد الشمالي    | |
| 82°48′N 23°0′W / 82.800°N 23.000°W | جرينلاند                  | Peary Land peninsula |
| 82°17′N 23°0′W / 82.283°N 23.000°W | Independence Fjord        | |
| 82°0′N 23°0′W / 82.000°N 23.000°W  | جرينلاند                  | مرورا عبر Danmark Fjord |
| 73°20′N 23°0′W / 73.333°N 23.000°W | Kejser Franz Joseph Fjord | |
| 73°9′N 23°0′W / 73.150°N 23.000°W  | جرينلاند                  | Ymer Island, جزيرة الجمعية الجغرافية [لغات أخرى]‏ و جزيرة ترايل [لغات أخرى]‏ |
| 72°16′N 23°0′W / 72.267°N 23.000°W | King Oscar Fjord          | |
| 72°1′N 23°0′W / 72.017°N 23.000°W  | جرينلاند                  | Jameson Land peninsula |
| 70°26′N 23°0′W / 70.433°N 23.000°W | Scoresby Sund             | |
| 70°5′N 23°0′W / 70.083°N 23.000°W  | جرينلاند                  | |
| 69°45′N 23°0′W / 69.750°N 23.000°W | المحيط الأطلسي            | بحر غرينلاند |
| 66°26′N 23°0′W / 66.433°N 23.000°W | آيسلندا                   | إقليم المضايق peninsula |
| 66°17′N 23°0′W / 66.283°N 23.000°W | Ísafjarðardjúp            | |
| 66°5′N 23°0′W / 66.083°N 23.000°W  | آيسلندا                   | إقليم المضايق peninsula |
| 65°33′N 23°0′W / 65.550°N 23.000°W | Breiðafjörður             | |
| 65°1′N 23°0′W / 65.017°N 23.000°W  | آيسلندا                   | Snæfellsnes peninsula |
| 64°48′N 23°0′W / 64.800°N 23.000°W | المحيط الأطلسي            | مرورا بغرب the جزيرة Sal, الرأس الأخضر (في 16°48′N 22°59′W / 16.800°N 22.983°W) · مرورا بغرب the جزيرة بوا فيستا, الرأس الأخضر (في 16°2′N 22°58′W / 16.033°N 22.967°W) · مرورا بشرق the جزيرة مايو [لغات أخرى]‏, الرأس الأخضر (في 15°10′N 23°6′W / 15.167°N 23.100°W) |
| 60°0′S 23°0′W / 60.000°S 23.000°W  | المحيط الجنوبي            | |
| 74°18′S 23°0′W / 74.300°S 23.000°W | القارة القطبية الجنوبية   | المقاطعة البريطانية بالقارة القطبية الجنوبية, المطالب الإقليمية بالقارة القطبية الجنوبية by المملكة المتحدة |